# Towa Yamane
Towa Yamane (japanisch 山根 永遠 Yamane Towa; * 5. Februar 1999 in der Präfektur Hiroshima) ist ein japanischer Fußballspieler.

## Karriere
Yamane erlernte das Fußballspielen in der Jugendmannschaft von Sanfrecce Hiroshima. Seinen ersten Vertrag unterschrieb er 2017 bei Cerezo Osaka. Der Verein aus Osaka spielte in der höchsten Liga des Landes, der J1 League. 2017 gewann er mit dem Verein den Kaiserpokal und den J. League Cup. 2018 gewann man das Spiel um den Supercup. Im Juni 2019 wurde er bis Saisonende 2020 an den Zweitligisten Zweigen Kanazawa ausgeliehen. Für den Verein aus Kanazawa absolvierte er 28 Zweitligaspiele. Direkt im Anschluss lieh ihn der ebenfalls in der zweiten Liga spielende Mito Hollyhock aus Mito aus. Für Mito absolvierte er 34 Zweitligaspiele. Nach Vertragsende bei Cerezo unterschrieb er am 1. Februar 2022 in Kusatsu einen Vertrag beim Zweitligisten Thespakusatsu Gunma. Nach 23 Zweitligaspielen wechselte er im August 2022 zum Ligakonkurrenten Yokohama FC. Am Ende der Saison 2023 musste er mit dem Verein aus Yokohama als Tabellenletzter wieder in die zweite Liga absteigen. Am Ende der Saison 2024 wurde er mit Yokohama Vizemeister und stieg in die erste Liga auf.

## Erfolge
Cerezo Osaka
- Japanischer Pokalsieger: 2017
- Japanischer Ligapokalsieger: 2017
- Japanischer Supercupsieger: 2018

Yokohama FC
- Japanischer Zweitligavizemeister: 2024  ▲